# كريس هاردي
كريس هاردي هو لاعب كرة القدم الكندية كندي، ولد في 6 يونيو 1972 في إدمونتون في كندا.